# Dysauxes famula
Dysauxes famula är en fjärilsart som beskrevs av Frr. 1886. Dysauxes famula ingår i släktet Dysauxes och familjen björnspinnare. Inga underarter finns listade i Catalogue of Life.